# Lampides trichonis
Lampides trichonis är en fjärilsart som beskrevs av Hans Fruhstorfer 1916. Lampides trichonis ingår i släktet Lampides och familjen juvelvingar. Inga underarter finns listade i Catalogue of Life.